# Jules Jean-Baptiste Dehaussy

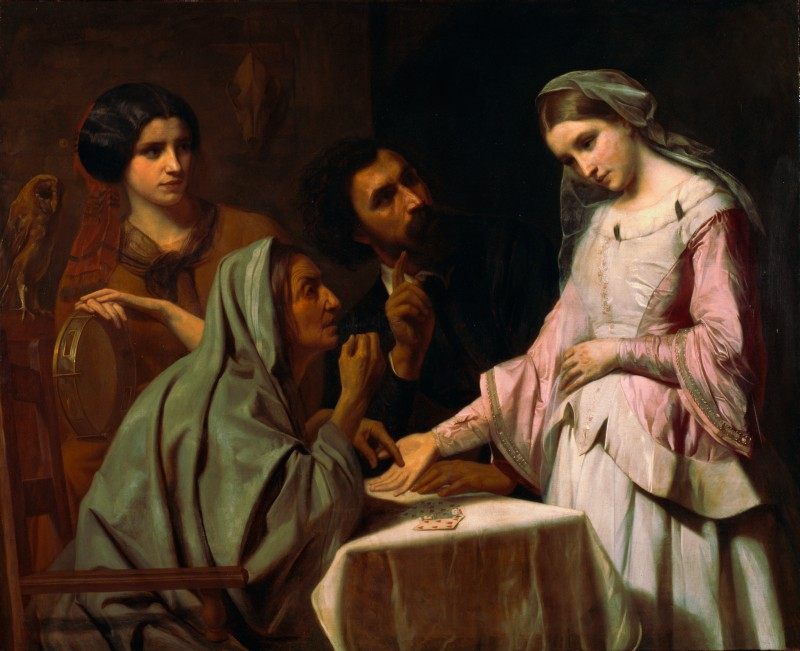
La cartomante, 1856 (Fondazione Cariplo)

Jules Jean-Baptiste Dehaussy (Péronne, 17 marzo 1812 – Péronne, 8 aprile 1891) è stato un pittore francese.

## Biografia
Introdotto alla pittura dal fratello Auguste, animatore di una scuola d'arte con sede a Péronne, in seguito diviene allievo del pittore e illustratore Théophile Fragonard. Ritrattista, autore di composizioni storiche e di genere, debutta al Salon di Parigi nel 1836 ottenendo una medaglia di terza classe.
Esponente di spicco di una cultura accademica legata agli ambienti ufficiali, lavora in particolare per le gallerie di Versailles; nel 1848, con il venir meno delle commissioni è costretto a trasferirsi in Inghilterra. Partecipa con continuità alle rassegne espositive della Royal Academy di Londra con una serie di ritratti in miniatura e, nel 1851, con due quadri storici. Rientrato a Parigi nel 1852, è presente al Salon fino al 1890 con un vasto repertorio di scene di genere di ispirazione storica di buon successo commerciale, oltre a ritratti e soggetti religiosi stilisticamente affini ai modelli del suo maestro. 
Ottiene notorietà internazionale a partire dagli anni Cinquanta, in seguito alla partecipazione ad alcune delle maggiori rassegne artistiche dell'epoca: l'Esposizione nazionale triennale di Gand del 1853 e del 1865, l'Esposizione internazionale di Porto del 1865 e la Prima Esposizione internazionale di Belle Arti di Monaco nel 1869.
Il paesaggio italiano presentato all'Esposizione di Belle Arti di Lilla del 1866 anticipa a questa data la presenza dell'artista in Italia, tradizionalmente riferita dalle fonti agli anni compresi tra il 1869 e il 1871.